# Taktaharkány
Taktaharkány är en ort i Ungern.   Den ligger i provinsen Borsod-Abaúj-Zemplén, i den nordöstra delen av landet, 170 km öster om huvudstaden Budapest. Taktaharkány ligger 93 meter över havet och antalet invånare är 4 076.
Terrängen runt Taktaharkány är platt. Runt Taktaharkány är det ganska tätbefolkat, med 96 invånare per kvadratkilometer. Närmaste större samhälle är Tiszaújváros, 17,1 km söder om Taktaharkány. Trakten runt Taktaharkány består till största delen av jordbruksmark.